# Hemidactylus homoeolepis
Hemidactylus homoeolepis är en ödleart som beskrevs av  Blanford 1881. Hemidactylus homoeolepis ingår i släktet Hemidactylus och familjen geckoödlor. IUCN kategoriserar arten globalt som livskraftig. Inga underarter finns listade i Catalogue of Life.